# Vidar Davidsen
Vidar Terje Davidsen (ur. 4 stycznia 1958 w Oslo) – norweski piłkarz występujący na pozycji pomocnika. Trener piłkarski.

## Kariera klubowa
Davidsen karierę rozpoczynał w 1974 roku w zespole Bærum SK. Następnie grał w drugoligowym Frigg Oslo FK, a w 1980 roku przeszedł do pierwszoligowej Vålerenga Fotball. Z drużyną tą trzykrotnie zdobył mistrzostwo Norwegii (1981, 1983, 1984), a także raz Puchar Norwegii (1980).
W 1987 roku Davidsen odszedł do innego pierwszoligowego zespołu, Lillestrøm SK. Spędził tam sezon 1987, a karierę zakończył po sezonie 1988, podczas którego reprezentował barwy czwartoligowego Bærum SK.

## Kariera reprezentacyjna
W reprezentacji Norwegii Davidsen zadebiutował 29 kwietnia 1981 przegranym 0:1 towarzyskim meczu z Bułgarią. 17 czerwca 1981 w zremisowanym 1:1 pojedynku eliminacji Mistrzostw Świata 1982 ze Szwajcarią strzelił pierwszego gola w kadrze. W latach 1981-1986 w drużynie narodowej rozegrał 43 spotkania i zdobył 6 bramek.